# 四硼酸
四硼酸是一种无机化合物，化学式为H
2B
4O
7。它是无色固体，可溶于水，可由硼酸的脱水或聚合得到。它在形式上是四硼酸根（[B
4O
7]2−）对应的酸。

## 制备
四硼酸可由硼酸加热至170 °C以上得到：
4 B(OH)
3 → H
2B
4O
7 + 5H
2O